# Umaghlesi Liga 2010/2011
Umaghlesi Liga 2010/2011 var den 22:a säsongen av toppligan i fotboll i Georgien. Säsongen inleddes den 14 augusti 2010 och avslutades den 22 maj 2011. Olimpi Rustavi var regerande mästare sedan de vann ligan föregående säsong. Ligamästare blev FK Zestaponi, som i och med vinsten tog sin första ligatitel någonsin. Samtidigt flyttades FK Samtredia och FK Spartaki Tschinvali ned till Pirveli Liga.

## Inför säsongen
Inför säsongen hade två klubbar flyttats upp från Pirveli Liga, Torpedo Kutaisi och FK Kolcheti-1913 Poti flyttades båda två upp från andraligan. Detta innebar i sin tur att två lag flyttats ner till andradivisionen, FC Gagra Tbilisi och FC Lokomotivi Tbilisi som bägge denna säsong återfanns i Pirveli Liga.

## Lagöversikt
FK Spartaki Tschinvali spelade sina hemmamatcher i Tbilisi på grund av inre konflikter.
| Klubb                 | Plats     | Hemmaarena                  | Publik- kapacitet |
| --------------------- | --------- | --------------------------- | ----------------- |
| WIT Georgia Tbilisi   | Tbilisi   | Sjevardeni-stadion          | 4000              |
| Baia Zugdidi          | Zugdidi   | Gulia Tutberidze-stadion    | 5000              |
| FK Dinamo Tbilisi     | Tbilisi   | Boris Pajtjadze-stadion     | 55 000            |
| FK Kolcheti-1913 Poti | Poti      | Fazisi-stadion              | 7500              |
| FK Samtredia          | Samtredia | Erosi Mandzjgaladze-stadion | 15 000            |
| FK Sioni Bolnisi      | Bolnisi   | Tamaz Stepania-stadion      | 3000              |
| FK Olimpi Rustavi     | Rustavi   | Poladi-stadion              | 7300              |
| FK Zestaponi          | Zestaponi | Centralstadion Zestaponi    | 10 000            |
| FK Spartaki Tsjinvali | Tbilisi   | Micheil Meschi-stadion      | 1500              |
| Torpedo Kutaisi       | Kutaisi   | Givi Kiladze-stadion        | 19 400            |

## Klubbar 2010/2011

### Ligatabell
| Nr | Lag                    | S  | V  | O  | F  | GM | IM | MS  | P  |
| -- | ---------------------- | -- | -- | -- | -- | -- | -- | --- | -- |
| 1  | FK Zestaponi (M)       | 36 | 24 | 6  | 6  | 72 | 19 | +53 | 78 |
| 2  | FK Dinamo Tbilisi      | 36 | 21 | 9  | 6  | 55 | 22 | +33 | 72 |
| 3  | Olimpi Rustavi         | 36 | 20 | 6  | 10 | 52 | 31 | +21 | 66 |
| 4  | Torpedo Kutaisi        | 36 | 14 | 13 | 9  | 31 | 22 | +9  | 55 |
| 5  | WIT Georgia Tbilisi    | 36 | 14 | 6  | 16 | 35 | 41 | −6  | 48 |
| 6  | Baia Zugdidi           | 36 | 13 | 5  | 18 | 36 | 51 | −15 | 44 |
| 7  | FK Kolcheti-1913 Poti  | 36 | 10 | 10 | 16 | 25 | 47 | −22 | 40 |
| 8  | FK Sioni Bolnisi       | 36 | 10 | 9  | 17 | 27 | 45 | −18 | 39 |
| 9  | FK Spartaki Tschinvali | 36 | 7  | 11 | 18 | 32 | 42 | −10 | 32 |
| 10 | FK Samtredia (N)       | 36 | 6  | 7  | 23 | 27 | 72 | −45 | 25 |

Färgkoder:

     – Georgiska mästare och kvalificerade till andra kvalomgången av UEFA Champions League.

     – Kvalificerade till första kvalomgången av UEFA Europa League.

     – Nedflyttningskval mot lag från Pirveli Liga.

     – Nedflyttade till Pirveli Liga.

### Skytteliga
| Nr | Spelare                  | Mål | Varav straffar | Klubb                  |
| -- | ------------------------ | --- | -------------- | ---------------------- |
| 1  | Nikoloz Gelasjvili       | 18  | 0              | FK Zestaponi           |
| 2  | Giorgi Megreladze        | 13  | 2              | Torpedo Kutaisi        |
| 3  | Rati Tsinamdzghvrisjvili | 12  | 1              | FK Zestaponi           |
| 4  | Irakli Modebadze         | 12  | 1              | Olimpi Rustavi         |
| 5  | Dzjaba Dvali             | 10  | 0              | FK Zestaponi           |
| 6  | Aleksandre Kosjkadze     | 8   | 0              | FK Dinamo Tbilisi      |
| 7  | Levan Chmaladze          | 8   | 4              | FK Dinamo Tbilisi      |
| 8  | Zviad Metreveli          | 7   | 0              | FK Spartaki Tschinvali |
| 9  | Dzjaba Lipartia          | 6   | 1              | WIT Georgia Tbilisi    |
| 10 | Giga Betjvaia            | 6   | 0              | WIT Georgia Tbilisi    |